# Contea di Pingtung
La contea di Pingtung (cinese tradizionale: 屏東縣; Tongyong pinyin: Píngdong Siàn; Hanyu pinyin: Píngdōng Xiàn; Pe̍h-ōe-jī: Pîn-tong-kōan) è una contea nella Taiwan meridionale.